# Campionato mondiale di scherma 2012
Il Campionato mondiale di scherma si è svolto a Kiev, in Ucraina, il 13 e il 14 aprile 2012.
Si sono disputate solo le gare di sciabola femminile a squadre e di spada maschile a squadre, in quanto non previste nel programma delle Olimpiadi di Londra 2012.

## Risultati

### Uomini
| Evento                      | Oro                                                                    | Argento                                                                   | Bronzo                                                    |
| Spada                       |                                                                        |                                                                           |                                                           |
| Spada a squadre (14 aprile) | Stati Uniti Soren Thompson Weston Kelsey Cody Mattern Benjamin Bratton | Francia Gauthier Grumier Yannick Borel Jean-Michel Lucenay Ulrich Robeiri | Ungheria Géza Imre Gábor Boczkó Péter Somfai András Rédli |

### Donne
| Evento                         | Oro                                                                           | Argento                                                         | Bronzo                                                                      |
| Sciabola                       |                                                                               |                                                                 |                                                                             |
| Sciabola a squadre (13 aprile) | Russia Sof'ja Velikaja Julija Gavrilova Ekaterina D'jačenko Dina Galiakbarova | Ucraina Ol'ha Charlan Ol'ha Žovnir Olena Chomrova Halyna Pundyk | Stati Uniti Mariel Zagunis Dagmara Wozniak Daria Schneider Ibtihaj Muhammad |

## Medagliere
| Pos.   | Nazione     | Oro | Argento | Bronzo | Totale |
| ------ | ----------- | --- | ------- | ------ | ------ |
| 1      | Stati Uniti | 1   | 0       | 1      | 2      |
| 2      | Russia      | 1   | 0       | 0      | 1      |
| 3      | Francia     | 0   | 1       | 0      | 1      |
| 3      | Ucraina     | 0   | 1       | 0      | 1      |
| 5      | Ungheria    | 0   | 0       | 1      | 1      |
| Totale | Totale      | 2   | 2       | 2      | 6      |